# Mii (personage)

Een Mii is een klein personage dat gebruikt wordt in verschillende spellen voor de Nintendo DS gedeeltelijk niet aanpasbaar Wii, Nintendo 3DS, Wii U en Nintendo Switch, en dat de speler op zichzelf, een vriend of familielid kan laten lijken zodat het gezicht van de speler in het spel zelf zit. Het is te vergelijken met het creëren van personages in spellen van De Sims-serie.

## Uiterlijk
Een Mii ziet er erg simpel en eenvoudig uit, als een poppetje uit een kindertekening. Het bevat echter wel verschillende kenmerken die men kan aanpassen. Zo is het mogelijk de kleur van de kleding, huidskleur, geslacht, lengte en dikte van de Mii aan te passen. In het gezicht kan men de gezichtsvorm, rimpels, haardracht en haarkleur, wenkbrauwen, make-up, ogen, neus, lippen, bril, baard en snor aanpassen of toevoegen. Natuurlijk kan men de eigen Mii ook een naam geven. Zo kan een speler zijn eigen Mii helemaal op zichzelf laten lijken of een karikatuur van zichzelf maken.

## Mii-kanalen

### Mii-personagekanaal (Wii)
Het Mii-personagekanaal is een apart kanaal in het menu van de Wii waar men nieuwe Mii's kan maken en beheren. De Mii's die een speler heeft aangemaakt worden opgeslagen in het interne geheugen van de Wii. Tot 100 Mii's kunnen gemaakt en opgeslagen worden. Deze komen samen in de Zaal in het Mii-personagekanaal, waar men ze kan bekijken, sorteren, wijzigen of verwijderen.

### Mii-wedstrijdkanaal (Wii)
Op 12 november 2007 verscheen er een Mii-wedstrijdkanaal (internetverbinding vereist). In dit kanaal kon de speler zijn gemaakte Mii's plaatsen. Ook kon de speler de door andere geplaatste Mii's beoordelen. Regelmatig waren er wedstrijden, zoals het namaken van Mario zonder zijn pet.

### Geluksdagkanaal (Wii)
Op de Wii was er een Geluksdagkanaal. In dit kanaal kon de speler het geluk uitrekenen van zes Mii's.

### Tomodachi Collection (DS)
Alleen verkocht in Japan. Tomodachi Collection is een simulatiespel voor de Nintendo DS waarin je Mii-poppetjes een appartement beschikt. Je kunt voor de Mii-poppetjes een outfit kiezen, je kunt hun appartement aanpassen en je kunt ze medicatie, eten en drinken geven. Interieurs, kleding en eten en drinken kosten geld, dus sparen is in dit spel van groot belang. Ook kunnen ze parttime werken. Als een Mii-poppetje werkt kun je zijn/haar appartement niet in. Als je een Mii-poppetje blij maakt verdien je geld. Ook kun je je Mii-poppetje over kopiëren op je Wii.

### Mii-maker (3DS/Wii U)
Er is een Mii-maker, wat ongeveer hetzelfde als het Mii-personagekanaal op de Wii, maar hierbij is het enkel aanwezig op de Nintendo 3DS en Wii U. De kleur van de broeken kunnen variëren: favoriete Mii-personages dragen een roodbruine broek (op de 3DS kan de speler maximaal 10 favorieten opslaan, op de Wii U zijn het er 50), Mii-personages die de speler van andere spelers heeft ontvangen dragen een blauwe broek, speciale Mii-personages (die de speler van Nintendo heeft ontvangen) dragen een gouden broek, alle overige Mii's dragen een grijszwarte broek.

### StreetPass Mii-Park (3DS)
Als een speler met zijn/haar Nintendo 3DS in slaapstand naast iemand anders met een 3DS loopt, dan wisselt hij automatisch info uit, en ook Mii-Personages. Dan kan men in dat kanaal zien welke videospellen hij heeft, uit welk land hij komt en meer. Hij kan er ook minispelletjes mee doen als Mii in Misère en Mii in Misère II. De speler kan verzamelde puzzelstukjes uitwisselen via Puzzelruil. Alle andere minispelletjes van deze software zijn downloadbaar.
Als er een speciale Nintendo-dag is, bijvoorbeeld wanneer Nintendo jarig is, kan het zijn dat iemand met een 3DS een speciaal Mii-personage ontvangt. Het Mii-personage heeft een gouden broek aan en is een creatie van Nintendo zelf.

### Augmented Reality: Toegevoegde Realiteit (3DS)
In deze app op de 3DS zit een Mii-Foto's-modus waarin foto's van een Mii in de echte wereld kunnen gemaakt worden.

### Nintendo-brievenbus (3DS)
Met deze voorheen downloadbare app in de Nintendo eShop kon de speler brieven naar zijn vrienden sturen en ziet hij zijn/haar Mii bij de brief staan. De speler werd geholpen door een Mii genaamd Nikki.

### Vriendenlijst (3DS)
In dit programmaatje op de 3DS kan iemand zijn vrienden als Mii zien, bekijken wat ze voor spel spelen, een berichtje achterlaten en visitekaartjes uitwisselen.

### Tomodachi Life(3DS)
In Japan verkocht onder de naam Tomodachi Collection: New Life. Tomodachi Life is net als Tomodachi Collection een simulatiespel. Alleen zitten de Mii-poppetjes er niet ingebouwd. Die kun je plaatsen met de Mii-maker en daaruit importeren, een Mii die in de game zelf gecreëerd wordt, wordt niet automatisch in de Mii-maker geregistreerd. Bij Tomodachi Life kun je verschillende appartementen plaatsen die in de vorige game onaanpasbaar waren, ook heeft Tomodachi Life meer bezienswaardigheden dan Tomodachi Collection. Voor interieurs, kleding, eten en drinken moet je betalen, net als in het echt variëren de prijzen behoorlijk sterk. Als je Mii-poppetjes blij maakt verdien je geld. Dit spel heeft een manier om sneller geld te verdienen dan in Tomodachi Collection: in de wisselwinkel kun je schatten ruilen en hiervoor krijg je geld terug, een bezoekje brengen aan deze winkel is dus een goed idee als je dringend geld nodig hebt. Ook kunnen je Mii-poppetjes een parttime baan zoeken, in tegenstelling tot in Tomodachi Collection kun je een Mii roepen als hij/zij aan het werk is. Als je een Mii wilt wissen, kost dit €20,-, dit was bij Tomodachi Collection niet het geval. Als een echtpaar een baby krijgt en deze later op zichzelf woont of op reis wordt gestuurd, wordt de voormalige baby geregistreerd in het StreetPass Mii-Park. Er is geen optie om Mii-poppetjes te kopiëren via de Wii U.

### Miiverse(Wii U/3DS)
Op de Wii U en de Nintendo 3DS kon de speler dit sociaalnetwerkplatform gaan gebruiken. De Mii's stonden hierbij centraal. Een gebruiker kon er onder andere chatten of hulp vragen.

### Miitopia(3DS/Switch)
Miitopia is een RPG-spel voor de Nintendo 3DS uit 2016, in 2021 kreeg het spel een port voor de Nintendo Switch. De Mii-personages in het spel variëren sterk: er kunnen Mii's verschijnen die lijken op bekende fictieve of non-fictieve personen, als ook een willekeurig gekozen Mii-poppetje. 

### Mii (Switch)
In plaats van een individuele software maakt de speler op de Nintendo Switch Mii's aan via een optie in het HOME-menu. Dit is de eerste Mii-maker zonder achtergrondmuziek.

## Verspreiding
Door het voorheen beschikbare WiiConnect24 stond de Wii altijd in verbinding met het internet, als er tenminste een internetverbinding aangesloten is. Door in het Mii-kanaal per Mii te kiezen voor de optie "migratie" is het mogelijk de door de speler gemaakte Mii's willekeurig te verspreiden en te laten opduiken op andere Wii-consoles. Die Mii's zullen niet van de Wii-console van de speler verwijderd worden. Als de speler niet wil dat zijn Mii's verspreid worden kan deze optie echter worden uitgezet. Zelf kan hij deze migrerende Mii's van anderen ontvangen door de optie "migratie" in te schakelen op het Plein in het Mii-personagekanaal.
Het is mogelijk maximaal tien Mii's op te slaan in het interne geheugen van een Wii-afstandsbediening. Op deze manier kan men Mii's meenemen naar de Wii van een vriend of familielid, en kunnen deze tijdens het spelen op het scherm terechtkomen. Ook hier zullen de eigen Mii's niet verwijderd worden. Daarnaast kunnen Mii's via internet worden verstuurd naar andere Wii's.
Er zijn al talloze sites verschenen waar mensen hun zelfgemaakte Mii's delen. Meestal zijn dat Mii's die lijken op bekende personen, gamefiguren en cartoonfiguren. Er is tevens een Web Browser Mii-maker.

## Spellen waarin Mii's verschijnen
Van de volgende spellen is het bekend dat ze gebruikmaken van Mii's.

### Nintendo DS
- Walk with me!
- WarioWare DIY
- Tomodachi Collection

### Nintendo 3DS
- PilotWings Resort
- Nintendogs & Cats
- Super Mario 3D Land (alleen als profiel)
- Super Pokémon Rumble
- Mario Kart 7 (eerst vrijspelen)
- Kid Icarus: Uprising
- Mario Tennis Open
- New Super Mario Bros. 2 (alleen bij StreetPass)
- Sonic & All-Stars Racing Transformed
- Animal Crossing: New Leaf
- Tomodachi Life
- Super Smash Bros. for Nintendo 3DS
- Miitopia

### Nintendo 3DSeShop-downloadsoftware
- Fun! Fun! Minigolf TOUCH! (eerst vrijspelen)
- Football Up 3D
- Coaster Creator 3D

### Wii
- Wii Music
- Wii Party
- Wii Play
- Wii Sports
- Wii Fit
- Wii Sports Resort
- Wii Fit Plus
- WarioWare: Smooth Moves
- Mario Party 8
- Big Brain Academy
- Mario & Sonic op de Olympische Spelen
- Mario & Sonic op de Olympische Winterspelen
- Mario & Sonic op de Olympische Spelen: Londen 2012
- Everyone's Pokémon Ranch
- FIFA 08
- FIFA 09
- Pro Evolution Soccer 2009
- Pro Evolution Soccer 2010
- Pro Evolution Soccer 2011
- Pro Evolution Soccer 2012
- Pro Evolution Soccer 2013
- Mario Strikers Charged Football
- Mario Kart Wii (eerst vrijspelen)
- Super Mario Galaxy (alleen als profiel)
- Dr. Mario and Germ Buster
- Samba de Amigo
- Donkey Kong Jet Race
- Guitar Hero: World Tour
- Animal Crossing: Let's Go to the City
- Sonic & Sega All-Stars Racing
- Super Mario Galaxy 2 (alleen als profiel)
- Mario Sports Mix
- Go Vacation

### Wii U
- New Super Mario Bros. U
- Nintendo Land
- Sonic & All-Stars Racing Transformed
- Sports Connection
- New Super Luigi U
- Mario Kart 8
- Super Smash Bros. for Wii U
- Super Mario Galaxy
- Wii Party U

### Wii UeShop-downloadsoftware
- Wii U Panorama View

### iOS & Android
- Miitomo, 2016
- Mario Kart Tour, 2019

### Nintendo Switch
- Mario Kart 8 Deluxe
- Go Vacation!
- Super Smash Bros. Ultimate
- Super Mario Maker 2 (alleen als profiel)
- Miitopia (port van Nintendo 3DS)
- New Super Mario Bros. U Deluxe (port van Wii U met 2 games in 1: New Super Mario Bros. U en New Super Luigi U)
- Nintendo Switch Sports